# Аструд Жилберту
Аструд Жилберту (на португалски: Astrud Gilberto) е бразилска боса нова певица и композиторка, работила през голяма част от живота си в Съединените щати.

## Биография
Родена е на 30 март 1940 г. в Салвадор в семейството на германец и бразилка.
През 1959 г. се омъжва за известния музикант Жуау Жилберту. През 1964 г. взима участие в албума на Жилберту и Стан Гец „Getz/Gilberto“, който изиграва важна роля за международното популяризиране на стила боса нова.
През следващите години живее в Съединените щати, като издава албуми с авторски композиции и изнася концерти. През 2002 г. прекратява публичните си изяви.

## Дискография
- Stan Getz and Astrud Gilberto - Getz Au-Go-Go (Verve, 1964)
- The Astrud Gilberto Album (Verve, 1964)
- The Shadow of Your Smile (Verve, 1965)
- Look to the Rainbow (Verve, 1965)
- Beach Samba (Verve, 1966)
- A Certain Smile, A Certain Sadness с Walter Wanderley (Verve, 1967)
- Windy (Verve, 1968)
- September 17, 1969 (Verve, 1969)
- Gilberto Golden Japanese Album (Verve, 1969)
- I Haven't Got Anything Better to Do (Verve, 1970)
- Astrud Gilberto con Stanley Turrentine (CTI, 1971)
- Astrud Gilberto Now (Perception, 1972)
- That Girl From Ipanema (Audio Fidelity, 1977)
- Astrud Gilberto Plus James Last Orchestra (Polygram, 1987)
- Live in New York (Pony Canyon, 1996)
- Temperance (Pony Canyon, 1997)
- Jungle (Magya, 2002)
- The Diva Series (Verve, 2003)
- Astrud Gilberto (Rachelle Production, 2011)
- Astrud Gilberto the bossanova queen (producciones AR, 2012)
- Black Magic (STKM records, 2012)